# Kwakéa
Kwakéa (ou Pakea, ou Qakea [k͡pʷakea]) é uma ilha localizada a leste de Vanua Lava nas Ilhas Banks, Vanuatu. Tem uma população de 8 pessoas.

## Etimologia
As denominações Kwakéa (ou Kwakea) e Pakea representam duas tentativas diferentes de transcrever a forma [k͡pʷakea], que é o nome da ilha na língua mota. Esta forma é representada como Qakea na ortografia mota.
A mesma ilha é conhecida sob nomes ligeiramente diferentes nas línguas vernáculas da região: Qakē ([k͡pʷaˈkɪ]) em Vurës; Qeke ([k͡pʷɛˈkɛ]) em Mwesen; Aqke ([ak͡pʷˈkɛ]) em Mwotlap.
Todos esses nomes podem ser derivados de uma forma *ᵐbʷaᵑgea na Proto-Torres-Banks.

## Geografia
A ilha de Kwakéa tem um clima de monção. A temperatura média diária é de 26°C. O mês mais quente é março com uma média diária de (27,5°C), e o mês mais frio é agosto com uma média diária de (22,8°C). A precipitação anual média é de 240,67 milímetros.
O canal que flui entre Kwakea e Vanua Lava é conhecido como Canal de Dudley. A ilha Nawila fica a 100 m a leste de Kwakéa.

## História
O ilhéu foi outrora povoado por migrantes da vizinha Mota.
Além disso, o antropólogo Robert Codrington falou de uma migração anterior de polinésios de Tonga em algum momento durante a primeira metade do século 19, cerca de 50 anos antes de escrever sua obra sobre línguas melanésias em 1885. No entanto, eles foram forçados a partir após uma série de desavenças com os nativos melanésios e quando tentaram retornar um ano depois, foram atacados e expulsos.
Em meados da década de 1890, os colonos ingleses Frank e Alice Whitford compraram a ilha dos proprietários nativos, que eram motas. Os Whitfords criaram plantações de coco e viveram na ilha até meados da década de 1940. O cemitério da família Whitfield permanece na ilha até hoje.
A ilha agora pertence à família Kerr, que renovou o arrendamento com os proprietários tradicionais em 2008. Foi desenvolvida como um ilha privada resort para turismo.

## Links externos
- Biblioteca da Universidade de Canterbury
- Histórias dos Whitford
- Experiencing new worlds